# 大村湾パーキングエリア

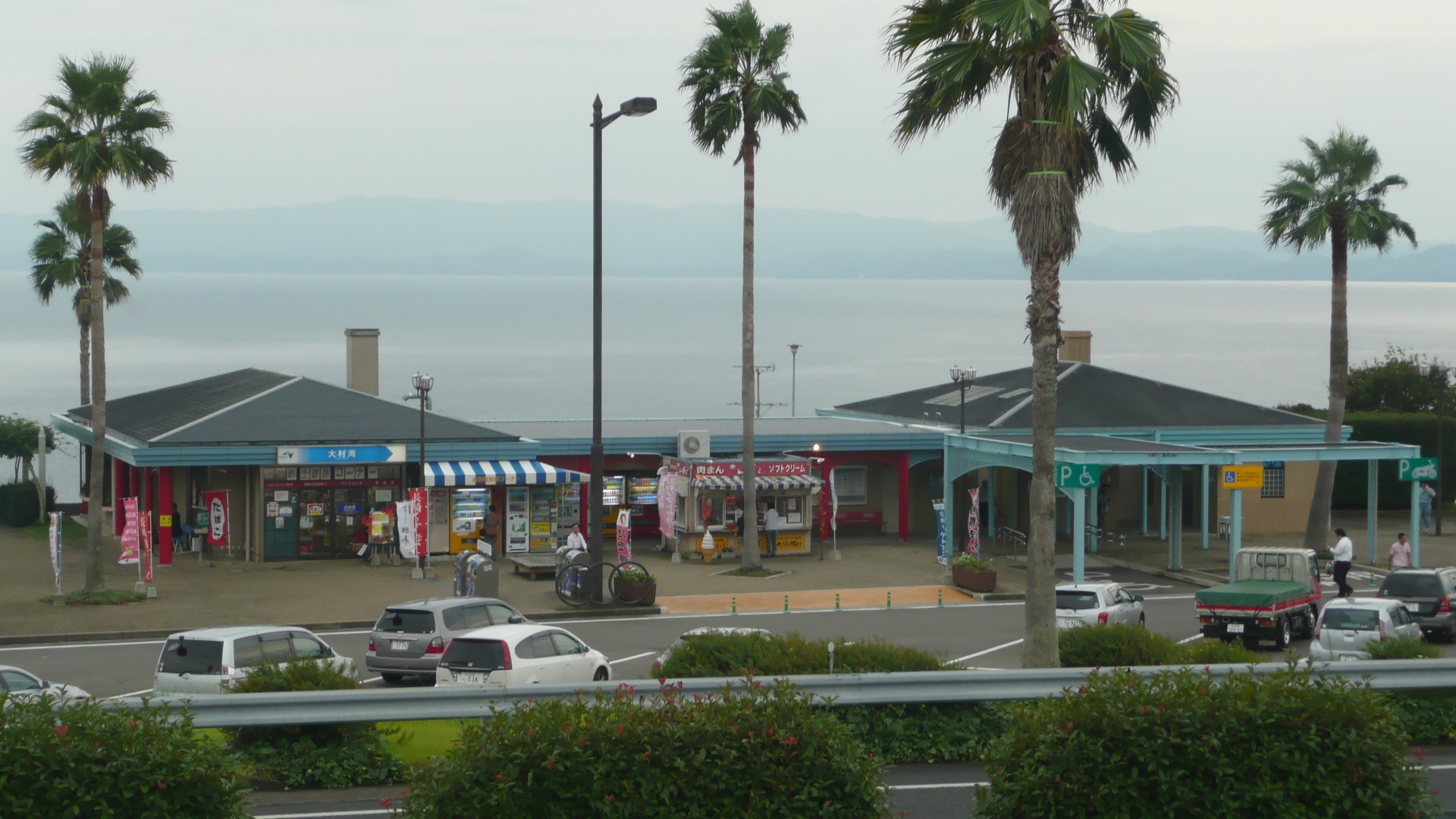
上り線（鳥栖方面）

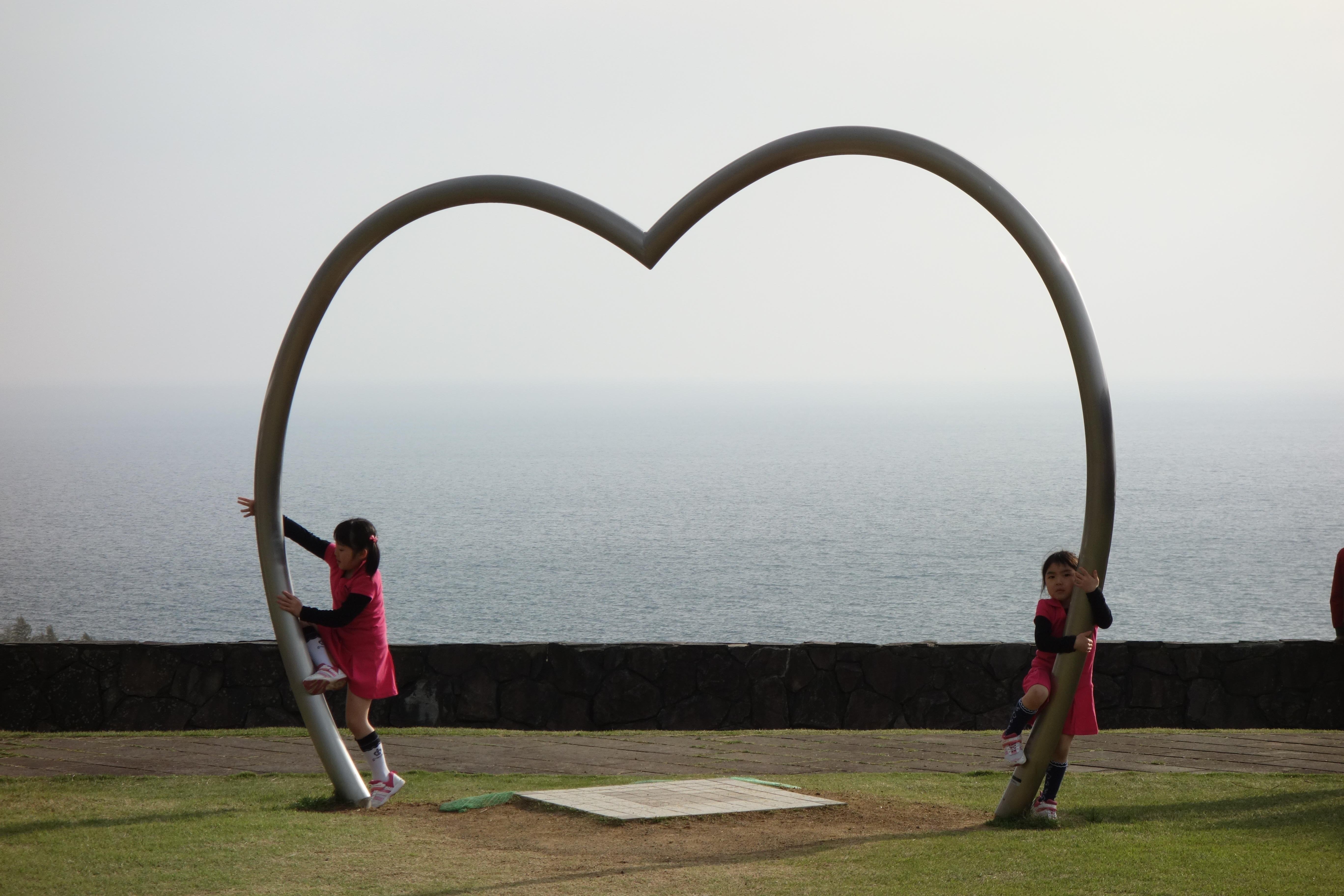
ハートゲート（上り線）

大村湾パーキングエリア（おおむらわんパーキングエリア）は、長崎県東彼杵郡東彼杵町の長崎自動車道上にあるパーキングエリア。

## 概要
大村湾を望む高台に位置しており、日の出をみることもでき、旧ハロースクエア配布のエリアガイドには「大村湾の夕焼け」の展望ポイントとして紹介されている。また、「恋人の聖地」（地域活性化支援センター選）にも認定されており、それを記念して、ハートゲートや天使像などが新たに設置されている。
長崎と本州を結ぶ多くの高速バスの長崎行きは早朝にこのパーキングエリアで休憩する（長崎方面へ向かうバスの最後の休憩所であり、大村インターで降りる乗客にも配慮されている）。
2007年10月6日に高速道路外からこれらの施設を利用できるウェルカムゲートが設置された。開門時間は8:00 - 20:00。

## 施設

### 上り線（鳥栖方面）
2024年（令和6年）4月19日にリニューアルオープンした。
- 駐車場
  - 大型 18台
  - 小型 65台
  - 二輪 4台
  - トレーラー 2台
  - 身障者用 2台
- トイレ
  - 男性 大3（和式1・洋式2）・小10
  - 女性 11（和式3・洋式8）
  - 車椅子用　1
- スナック（8:00 - 20:00）
- ショッピング（8:00 - 20:00）
- 展望テラス「青い庭」（8:00 - 20:00）[1]
- 恋人の聖地（2024年夏ごろオープン予定）[1]
- ウェルカムゲート（2024年夏ごろオープン予定）[1]

- 自動販売機
- 携帯電話充電器（8:00 - 20:00）
- 電気自動車急速充電器（24時間）

西九州自動車道へ向かう場合、西九州自動車道沿線にはPAが存在しないため、ここが最後の休憩所となる。ただし西九州自動車道相浦中里ICには道の駅が隣接しているため、本線上ではないが事実上のPAとして機能している。

### 下り線（長崎方面）
大村湾の展望を考慮して、通常のエリアとは逆向き（本線車道側に施設がある）に設置されている。2023年（令和5年）3月1日に「ちゃんぽん処・大村湾」としてリニューアルオープン。
- 駐車場
  - 大型 25台
  - 小型 26台
  - 二輪 3台
  - トレーラー 2台
- トイレ
  - 男性 大3（和式1・洋式2）・小10
  - 女性 11（和式3・洋式8）
  - 車椅子用 1
- スナック（平日 11:00 - 19:00・休日 10:30 - 19:00）
- ショッピング（8:00 - 20:00）
- 自動販売機
- 携帯電話充電器（8:00 - 20:00）
- 犬のひろば（2007年10月6日オープン）
- 電気自動車急速充電器（24時間）

## 隣
E34 長崎自動車道
(9)大村IC/BS - (BS)松原BS - 大村湾PA - (8)東そのぎIC/BS